# Blepharipa sericariae
Blepharipa sericariae là một loài ruồi trong họ Tachinidae.